# Mick Stallard
Mick Stallard (* 1944 in Wolverhampton; † 6. April 2002 ebenda) war ein britischer Radrennfahrer.

## Sportliche Laufbahn
Stallard war im Straßenradsport und im Querfeldeinrennen (heutige Bezeichnung Cyclocross) aktiv. Die nationale Meisterschaft im Querfeldeinrennen gewann er von 1963 vor John Atkins, 1964 und 1965 vor Keith Mernickle. Er startete als Unabhängiger. 
1966 wurde er Berufsfahrer im Radsportteam Falcon. Bei den Cyclocross-Weltmeisterschaften der Profis 1963 wurde er 17., 1964 19., 1965 30., 1966 26. Auf der Straße hatte er keine bedeutenden Erfolge.

## Berufliches
Nach seiner aktiven Karriere betrieb er ein Fahrradgeschäft in Breamore.

## Familiäres
Sein Vater war der ehemalige Radrennfahrer Percy Stallard.